# L'Hereu Puig de la Vall
Pere Joan Puig de la Vall va formar part de la colla d'en Joan Sala i Ferrer durant molts anys, però en tota banda només hi ha un cap i aquest era en Joan Sala, alies Serrallonga. Es van enfrontar en una baralla a mort entre ell i en Serrallonga, i en va sortir perdedor, però no va morir a mans d'en Serrallonga sinó que va fugir amb la cua entre cames, era guerxo i tenia el nas tort. Era un home mesquí i poc honorable, un trampós covard, més encara després de la humiliant derrota que va patir de mans del seu etern rival i enemic, tot i que abans amic; Serrallonga, el més gran bandoler de Catalunya, juntament amb Perot Rocaguinarda, també uns dels grans bandolers de Catalunya.